# Neruda (film)
Neruda è un film del 2016 diretto da Pablo Larraín.
Presentato in concorso al Festival di Cannes 2016 nella sezione Quinzaine des Réalisateurs, il film si ispira a fatti realmente accaduti a Pablo Neruda e si concentra sul rapporto fra il poeta comunista, fuggito clandestinamente per eludere il carcere, e l'investigatore Óscar Peluchonneau, incaricato del suo arresto.

## Trama
Cile, 1948. Il celebre poeta Pablo Neruda, senatore al Parlamento cileno nelle file del Partito Comunista del Cile, a seguito dell'emanazione della famigerata Ley de Defensa de la Democracia, con la quale si sanciva la soppressione del Partito Comunista e di conseguenza la revoca dei suoi membri da qualunque carica istituzionale del Paese, si vede rapidamente messo sotto accusa per alto tradimento dal Presidente Gabriel González Videla a causa delle sue dichiarazioni rese alla stampa (anche estera) ed al suo sdegnato ed appassionato discorso di protesta, tenuto durante la sua ultima seduta in Parlamento, contro i duri provvedimenti repressivi intrapresi dal governo per sedare i numerosi scioperi e proteste sociali scoppiati improvvisamente in tutto il Paese, coronati con l'istituzione di campi di concentramento per dissidenti e rivoltosi nella remota città di Pisagua. 
Sono gli anni del proibizionismo, ed è inaccettabile che il poeta inciti il popolo alla ribellione ed alla resistenza ai soprusi del governo. Il prefetto della polizia, Óscar Peluchonneau, viene dunque incaricato di arrestare il poeta, non più salvaguardato dall'immunità parlamentare, e di umiliarlo pubblicamente. Neruda decide di abbandonare il Paese assieme alla moglie, la pittrice argentina Delia del Carril. Grazie alla collaborazione del Partito Comunista, ormai clandestino, e di alcuni amici, i due, dopo una rocambolesca fuga per tutto il Cile durata ben due anni, riescono a nascondersi nel profondo sud del Paese, nella regione dell'Araucanía, ricoperto di gelo e neve, da dove pianificare poi una vera e propria fuga dal Paese.
A raccontare la storia è lo stesso Peluchonneau, ossessionato dal poeta e dalle sue composizioni. In questi momenti drammatici ma al contempo ispiratori, Neruda scrive la sua celebre raccolta di poesie, Canto General. Nel frattempo in Europa, cresce la leggenda della caccia al poeta e alcuni artisti, guidati da Pablo Picasso, reclamano la sua libertà. In questa vicenda Neruda intravede per se stesso la possibilità di diventare un simbolo democratico e capisce che la battaglia contro Peluchonneau è in realtà il suo campo da gioco. Neruda quindi sfida l'ispettore, gli lascia indizi, lo tormenta, così da rendere ancora più esemplare la sua missione personale, e universale, di resistenza contro l'oppressore.

## Produzione
Larraín ha lavorato sul progetto per cinque anni. Partendo da tre biografie selezionate, ha perfezionato le sue conoscenze su Pablo Neruda intervistando molte persone che l'hanno conosciuto. Il produttore del film, fratello del regista, poiché il budget iniziale era molto basso, fu costretto a tagliare venti pagine di sceneggiatura, ma Pablo Larraín, non volendo rinunciare a nessuna delle scene, preferì risparmiare sulle riprese e sui costumi, girando il film in tempi brevissimi.
Durante la presentazione del film in Italia, Pablo Larraín ha sostenuto che il film Neruda è "un'opera sulla devastazione dell'anima di un popolo. Il Cile sognava un mondo che non si è mai concretizzato. Quando Neruda ha vinto il Nobel, ha dichiarato di non sapere se quei due anni di fuga li avesse sognati, scritti o vissuti. E questa è la chiave. Il film non è incentrato sulla figura di Neruda, ma sul cosmo nerudiano, sul suo universo".

## Riconoscimenti
Nel mese di settembre 2016 Neruda è stato scelto per rappresentare il Cile negli Oscar 2017, ma il 16 dicembre è stata escluso dalla lista definitiva dei 9 migliori film candidati al miglior film straniero.
| Anno | Evento                                      | Categoria                           | Risultato       |
| ---- | ------------------------------------------- | ----------------------------------- | --------------- |
| 2016 | National Board of Review of Motion Pictures | Migliori cinque film stranieri      | Vincitore/trice |
| 2016 | Critics' Choice Awards                      | Migliore film straniero             | Candidato/a     |
| 2016 | Chicago Film Critics Association            | Migliore film straniero             | Candidato/a     |
| 2016 | Chicago International Film Festival         | Migliore film                       | Candidato/a     |
| 2016 | Dallas-Fort Worth Film Critics Association  | Miglior film straniero              | Candidato/a     |
| 2016 | Las Vegas Film Critics Society              | Miglior film straniero              | Candidato/a     |
| 2016 | Phoenix Film Critics Society Awards         | Miglior film straniero              | Candidato/a     |
| 2016 | Lima Latin American Film Festival           | Miglior sceneggiatura               | Vincitore/trice |
| 2016 | Woodstock Film Festival                     | Miglior film straniero              | Vincitore/trice |
| 2016 | Premio Fénix                                | Miglior film                        | Vincitore/trice |
| 2016 | Premio Fénix                                | Miglior scenografia                 | Vincitore/trice |
| 2016 | Premio Fénix                                | Miglior costumi                     | Vincitore/trice |
| 2016 | Premio Fénix                                | Miglior montaggio                   | Vincitore/trice |
| 2016 | Premio Fénix                                | Miglior regista a Pablo Larraín     | Candidato/a     |
| 2016 | Premio Fénix                                | Miglior attore a Gael García Bernal | Candidato/a     |
| 2016 | Premio Fénix                                | Miglior attore a Luis Gnecco        | Candidato/a     |
| 2016 | Premio Fénix                                | Miglior fotografia                  | Candidato/a     |
| 2016 | Premio Fénix                                | Miglior suono                       | Candidato/a     |
| 2017 | Golden Globe                                | Miglior film straniero              | Candidato/a     |
| 2017 | Palm Springs International Film Festival    | Miglior film straniero              | Vincitore/trice |
| 2017 | Palm Springs International Film Festival    | Miglior attore a Gael García Bernal | Vincitore/trice |